# Thorold Gosset
John Herbert de Paz Thorold Gosset (16 de octubre de 1869 - diciembre de 1962) fue un abogado y matemático aficionado británico. En el campo de la geometría, descubrió y clasificó los politopos semirregulares en dimensiones cuatro y superiores; y generalizó el teorema de los círculos de Descartes a cuatro y más dimensiones.

## Semblanza
Thorold Gosset nació en Thames Ditton en 1869. Era hijo de John Jackson Gosset, funcionario estadístico del servicio aduanero británico, y de su esposa Eleanor Gosset (anteriormente Thorold). Fue admitido en el Pembroke College (Cambridge) como pensionado el 1 de octubre de 1888, y se graduó en leyes en 1891. Colegiado para la práctica profesional de la abogacía por el Inner Temple en junio de 1895, obtuvo su maestría en derecho en 1896. En 1900 se casó con Emily Florence Wood, con quien tuvo dos hijos, Kathleen y John.

## Matemáticas
Según Harold Scott MacDonald Coxeter, después de obtener su título de abogado en 1896 y no tener clientes, Gosset se divirtió intentando clasificar los politopos regulares en el espacio euclídeo de dimensiones superiores (más de tres). Después de redescubrirlos todos, intentó clasificar los "politopos semirregulares", que definió como politopos con facetas regulares y que son isogonales, así como los panales análogos, que consideraba politopos degenerados. En 1897 presentó sus resultados a James W. Glaisher, entonces editor de la revista Messenger of Mathematics. Glaisher quedó impresionado favorablemente y transmitió los resultados a William Burnside y Alfred Whitehead. Burnside, sin embargo, declaró en una carta a Glaisher en 1899 que "el método del autor, una especie de intuición geométrica" no le atraía. Admitió que nunca encontró tiempo para leer más que la primera mitad del artículo de Gosset. Al final, Glaisher publicó solo un breve resumen de los resultados de Gosset.
Los resultados de Gosset pasaron desapercibidos durante muchos años. Sus politopos semirregulares fueron redescubiertos por Elte en 1912 y posteriormente por Harold Scott MacDonald Coxeter, quien dio el debido crédito tanto a Gosset como a Elte.
Coxeter introdujo el término politopos de Gosset para tres politopos semirregulares de 6, 7 y 8 dimensiones descubiertos por Gosset: los politopos 221, 321 y 421. Más tarde se vio que los vértices de estos politopos surgían como las raíces de las álgebras de Lie excepcionales E6, E7 y E8.
Conway dio una definición nueva y más precisa de la serie de politopos de Gosset en 2008.